# بلدة دزكان
 بلدة دزكان  بالفارسية (دهستان دژگان) قرية كبيرة تتبع البلدة المركزية (بالفارسية: بخش مرکزی شهرستان بندر لنگه) من توابع مدينة لنجة وتقع في محافظة هرمزگان في جنوب إيران. وتبعد عن مركز المدينة (بستک) 24 كيلومتراً، وتقع على جانب الشمالي من الطريق الرئيسي الذي يربط مدينة بندر عباس بــ مدينة لنجة.

## السكان
يبلغ عدد سكان القرية حسب تعداد السكان لعام 2006 للميلاد، (7461) نسمه تشكل (1607 عائلة)، من أهل السنة والجماعة وعلى المذهب الشافعي. ويتكلمون اللغة الفارسية، لهم عدة مساجد، ومدرسة، وعيادة صحية صغيرة، ووعدد كبير من البرك
لحفظ مياه الأمطار.